# Cuipán
Cuipán es una localidad del departamento San Blas de los Sauces, provincia de La Rioja, Argentina.
Se accede a través de la Ruta Nacional 40 que constituye el eje o calle principal de la zona urbana. Se encuentra hacia el sur de la localidad de San Blas, cabecera del departamento.
La localidad cuenta con una escuela pública de nivel inicial en la que además funciona una escuela de educación especial, integración escolar y estimulación temprana.
El la localidad existe un centro de atención primaria en salud.
Según una investigación realizada por jóvenes alumnos del departamento, el nombre Cuipán significa "alto de los conejos".

## Población
Según el censo del año 2010, la localidad de Cuipán contaba con 379 habitantes, aunque por su cercanía, se la considera integrada al conjunto formado además por las localidades de Los Robles y Los Talas. En total este agrupamiento contaba con 1237 habitantes según el censo del año 2010, lo que evidencia un crecimiento demográfico neutro respecto de los 1216 habitantes censados en el año 2001.

## Sismicidad
La sismicidad de la región de La Rioja es frecuente y de intensidad baja, y un silencio sísmico de terremotos medios a graves cada 30 años en áreas aleatorias.